# Josh Stewart

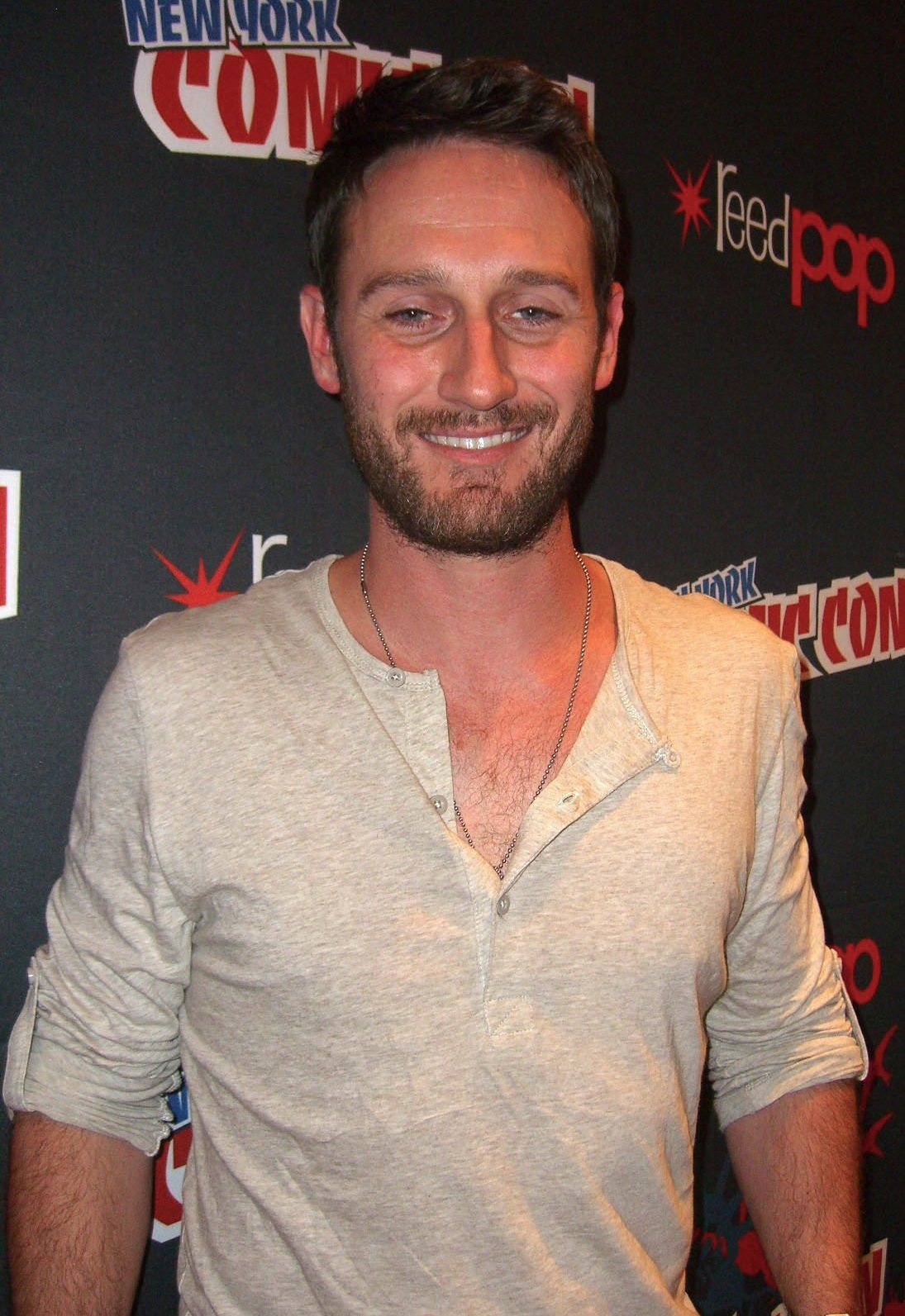
Josh Stewart (2012)

Joshua Regnall Stewart (* 6. Februar 1977 in Diana, West Virginia) ist ein US-amerikanischer Schauspieler.

## Karriere
Stewart spielte erste Rollen in einem Theater in der Kleinstadt Sutton in West Virginia, bevor er nach New York City zog und Schauspielunterricht nahm. Im Jahr 2000 war er als Komparse in der The-WB-Serie Dawson’s Creek zu sehen. In der Serie CSI: Den Tätern auf der Spur erhielt er 2004 seine erste Episodenrolle, in Criminal Minds die wiederkehrende Rolle Detective William LaMontagne Jr. Ebenfalls 2004 bis 2005 verkörperte er in der Serie Third Watch – Einsatz am Limit die Figur Officer Brendan Finney.
Nach der Absetzung der Serie Third Watch – Einsatz am Limit spielte er in Jason Wiles’ Regiedebüt Lenexa, 1 Mile erstmals eine Rolle in einem Kinofilm. Zu sehen war er außerdem in den Filmen Der seltsame Fall des Benjamin Button, Molly Hartley – Die Tochter des Satans, The Collector, Gesetz der Rache und Kill Bobby Z.
Ab 2007 war er neben Courteney Cox in der Serie Dirt zu sehen, bis auch diese abgesetzt wurde. 2010 folgte ein Engagement als wiederkehrende Besetzung in der Fernsehserie My Superhero Family. Stewart stand 2009 als Arkin in The Collector vor der Kamera und spielte in der Fortsetzung The Collection die Rolle 2012 erneut. Einem breiteren Publikum wurde er als Helfer Banes in The Dark Knight Rises bekannt.
2019 übernahm er in der zweiten Staffel der Netflix-Original Serie The Punisher die Rolle des John Pilgrim.
Er hat aus erster Ehe mit Deanna Brigidi zwei Kinder. Seit 2019 ist er in zweiter Ehe mit Alexa Davalos verheiratet.

## Filmografie (Auswahl)
- 2003: Then Came Jones (Fernsehfilm)
- 2004: CSI: Den Tätern auf der Spur (CSI: Crime Scene Investigation, Fernsehserie, Folge 4x18)
- 2004–2005: Third Watch – Einsatz am Limit (Third Watch, Fernsehserie, 20 Folgen)
- 2006: Lenexa, 1 Mile
- 2007–2008: Dirt (Fernsehserie, 19 Folgen)
- 2007–2023: Criminal Minds (Fernsehserie, 27 Folgen)
- 2007: Kill Bobby Z (Death and Life of Bobby Z)
- 2008: Emergency Room – Die Notaufnahme (ER, Fernsehserie, Folge 14x17)
- 2008: Raising the Bar (Fernsehserie, Folge 1x06)
- 2008: Molly Hartley – Die Tochter des Satans (The Haunting of Molly Hartley)
- 2008: Der seltsame Fall des Benjamin Button (The Curious Case of Benjamin Button)
- 2009: CSI: Miami (Fernsehserie, Folge 7x14)
- 2009: Southland (Fernsehserie, Folge 1x01)
- 2009: The Collector – He Always Takes One (The Collector)
- 2009: The Mentalist (Fernsehserie, Fernsehserie, Folge 2x02)
- 2009: Gesetz der Rache (Law Abiding Citizen)
- 2010: Ghost Whisperer – Stimmen aus dem Jenseits (Ghost Whisperer, Fernsehserie, Folge 5x13)
- 2010: Beneath the Dark
- 2010–2011: My Superhero Family (No Ordinary Family, Fernsehserie, 14 Folgen)
- 2012: The Walking Dead: Cold Storage (Fernsehserie, 4 Folgen)
- 2012: The Dark Knight Rises
- 2012: The Collection – The Collector 2 (The Collection)
- 2012: Grimm (Fernsehserie, Folge 2x07)
- 2014: Transcendence
- 2014: Interstellar (Stimme)
- 2016: The Finest Hours
- 2016: The Neighbor – Das Grauen wartet nebenan (The Neighbor)
- 2017: War Machine
- 2017: Shooter (Fernsehserie, 8 Folgen)
- 2018: Insidious: The Last Key
- 2019: Marvel’s The Punisher (Fernsehserie, 11 Folgen)
- 2019: The Mustang
- 2020: Tenet (Stimme am Telefon)
- 2021: The Rookie (Fernsehserie, Folge 3x05)
- 2024: Nach dem Attentat (Manhunt, Miniserie)